# Плоскошь
Пло́скошь — посёлок в Торопецком районе Тверской области России. Административный центр Плоскошского сельского поселения.

## Этимология
Название посёлка Пло́скошь происходит от слова «плоское». Такое наименование соответствует характеру местности в окрестностях посёлка. Обширная низменность на северо-западе Торопецкого района носит название Плоскошская низина.

## География
Посёлок расположен на северо-западе области, в северной части района. Расстояние (по прямой) до границы с Новгородской областью —  17 км, до границы с Псковской областью — 23 км. Находится на автомобильной дороге Торопец — Холм. Через Плоскошь протекает река Серёжа (бассейн Ловати и озера Ильмень), через которую построен автомобильный мост. Рядом находятся населённые пункты Юшено, Русаново, Малиновка и Петрушино.
Расстояния по автодорогам:
- До Торопца — 45 км.
- До Холма — 51 км.
- До Пожни — 20 км.
- До Волока — 8 км.

Климат
Посёлок, как и весь район, относится к умеренному поясу северного полушария и находится в области переходного климата от океанического к материковому. Лето с температурным режимом +15…+20 °С (днём +20…+25 °С), зима умеренно-морозная −10…−15 °С; при вторжении арктических воздушных масс до −30…-40 °С.
Среднегодовая скорость ветра 3,5—4,2 метра в секунду.

## Улицы
Уличная сеть посёлка представлена 13 улицами и 8 переулками. Главная улица — Советская (длина 1900 метров).

## Население
| 1939 | 1945 | 1959 | 1997 | 2002 | 2007 | 2010 | 2021 |
| ---- | ---- | ---- | ---- | ---- | ---- | ---- | ---- |
| 513  | 515  | 1583 | 1165 | 1071 | 903  | 873  | 797  |

Национальный состав
Согласно результатам переписи 2002 года, в национальной структуре населения русские составляли 96 % от жителей.

## История
На топографической карте Фёдора Шуберта 1867 — 1906 годов обозначен посёлок Плоскошь с одним двором.
С 1936 по 1960 год посёлок являлся центром Плоскошского района. В 1960 году вошёл в состав Торопецкого района.
В 1936 году в Плоскоши открылась библиотека.
В начале 1937 года в Плоскоши находилась больница; велось строительство веткомбината, Дома колхозников, радиоузла, сберкассы, роддома, аптеки, магазинов, бани и столовой.
В 1938 году Торопацкая артель «Коллективный труд» открыла в Плоскоши филиал по прядению ниток из пакли.
30 июля 1941 года началась оккупация района фашистами, продлившаяся до 21 января 1942 года. В 1942 — 1943 годах жители посёлка напряжённо трудились и помогали фронту. За время войны число погибших Плоскоши составило 57 человек.
В 1945 году в посёлке имелось 185 хозяйств и проживало 515 человек.
В 1946 году был построен Дом Культуры. Здание было перевезено из деревни Воронцово из бывшего монастыря.
За время оккупации была уничтожена районная библиотека. В 1950-е годы началось её восстановление, в 1951 году её фонд составил 9 515 томов.
По состоянию на 1958 год в посёлке было 16 улиц и переулков, 417 хозяйств и 1300 жителей; 7 промышленных предприятий.
С 1989 года при Доме культуры был организован музей, где собраны исторические материалы, отражающие жизнь посёлка.

## Инфраструктура
- Администрация сельского поселения
- Средняя общеобразовательная школа (основана в 1907 году)[13]
- Детский сад
- Больница
- Ветлечебница
- Дом культуры[14]
- Государственное образовательное учреждение для детей-сирот и детей, оставшихся без попечения родителей, ГУ «Социально-реабилитационный центр для несовершеннолетних» (приют)
- Лесничество
- Библиотека (открыта в 1936 году)[15]
- Магазины
- Отделение связи (почта)[6]

## Экономика
- Хлебозавод[1][8]
- Леспромхоз[1]

## Достопримечательности
- Скульптура на братской могиле воинов Красной Армии, погибших в боях 1941—1943 годов во время Великой Отечественной войны.
- Памятник В. И. Ленину
- Большой сосновый парк с многолетними деревьями — любимое место отдыха и развлечений жителей и гостей посёлка.